# Centrobanca
Centrobanca - Banca di Credito Finanziario e Mobiliare S.p.A. era una società italiana del gruppo UBI Banca specializzata nell'Investment e Corporate banking con sede legale a Milano in Corso Europa 16, fusa nella capo gruppo UBI Banca nel maggio 2013.

## Storia
Centrobanca è nata nel 1946 con il nome di Banca Centrale di Credito Popolare e sotto forma di Istituto di Credito Speciale una tipologia di società che ben si coniugava all'ambiente economico-finanziario dell'immediato dopoguerra.
In questo periodo in Italia fiorirono molti Istituti e Imprese di Credito (come Efibanca e Mediobanca) con nature differenti ma tutti accomunati dall'obiettivo di favorire il credito alle imprese medio-piccole e aiutare così la ricostruzione e lo sviluppo dell'economia del paese.
Le maggiori partecipazioni erano quelle della Banca Popolare di Novara (22,08%), della Banca Popolare di Milano (16,92%), della Banca Popolare di Bergamo (8,51%) e della Banca Popolare Mantovana (8,13%).
Tra la fine degli anni novanta e il primo decennio degli anni 2000 una serie di aggregazioni e integrazioni bancarie hanno portato Centrobanca a integrarsi al gruppo UBI Banca (Unione di Banche Italiane S.c.p.A), quotato sulla Borsa Italiana di Milano.
Nel maggio 2013 è stata fusa nella capogruppo diventando la Private & Corporate Unity del gruppo UBI.